# Хорді Мас
Хорді Мас (ісп. Jordi Mas; нар. 31 жовтня 1971) — колишній іспанський тенісист.
Найвищу одиночну позицію світового рейтингу — 199 місце досяг 5 жовтня 1998, парну — 201 місце — 24 листопада 1997 року.
Найвищим досягненням на турнірах Великого шолома було 2 коло в одиночному розряді.

## Титули на челленджерах

### Одиночний розряд: (1)
| Ранг | Рік  | Турнір                     | Покриття | Суперник у фіналі | Рахунок у фіналі |
| ---- | ---- | -------------------------- | -------- | ----------------- | ---------------- |
| 1.   | 1998 | Скоп'є, Північна Македонія | Ґрунт    | Томас Беренд      | 6–3, 6–4         |

### Парний розряд: (1)
| Ранг | Рік  | Турнір                 | Покриття | Партнер               | Суперники у фіналі             | Рахунок у фіналі |
| ---- | ---- | ---------------------- | -------- | --------------------- | ------------------------------ | ---------------- |
| 1.   | 1997 | Оберштауфен, Німеччина | Ґрунт    | Хуан Ігнасіо Карраско | Ґеорґ Блумауер Андреа Гауденці | 6–2, 7–6         |